# Epilissus planatus
Epilissus planatus là một loài bọ cánh cứng trong họ Bọ hung (Scarabaeidae).